# درجة (موسيقى)

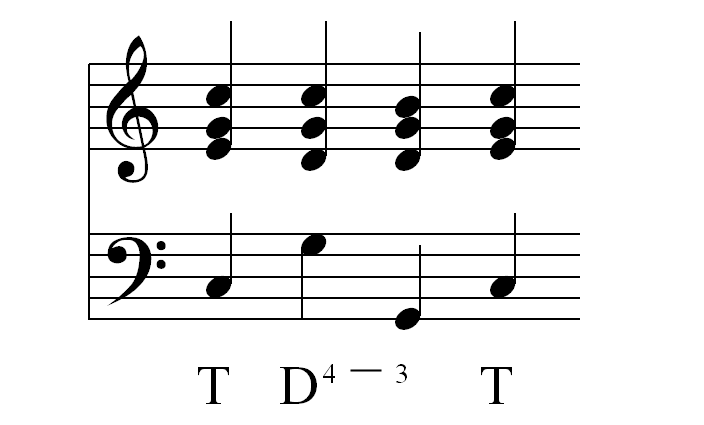
درجات السلم الموسيقي

الدرجة أو درجة السلم الموسيقي في الصولفيج، تمثل ترتيب نغمة في سلم موسيقي أو مقام، وعددها ثمانية أي نفس عدد نغمات السلم أو المقام المعتبر باحتساب نغمة الجواب. تسمى أول درجة فيه بالقرار أو الأساسية.